# 小さな中国のお針子
『小さな中国のお針子』（ちいさなちゅうごくのおはりこ、仏語題: Balzac Et La Petite Tailleuse Chinoise、中国語題: 巴爾扎克与小裁縫）は、2002年に製作されたフランス・中国の合作映画。原作はダイ・シージエの小説『バルザックと小さな中国のお針子』（早川書房刊）で、ダイ・シージエ自身が監督・脚本をしている。

## キャスト
| 役名           | 俳優                 | 日本語吹替 |
| -------------- | -------------------- | ---------- |
| お針子         | ジョウ・シュン       | 弓場沙織   |
| ルオ（羅明）   | チュン・コン         | 佐藤淳     |
| マー（馬剣鈴） | リィウ・イエ         | 青羽剛     |
| 仕立て屋       | ツォン・チーチュン   | 北村弘一   |
| 村長           | ワン・シュアンパオ   | 佐々木梅治 |
| メガネ         | ワン・ホンウェイ     | 樫井笙人   |
| メガネの母     | シャオ・ション       | 相沢恵子   |
| 粉引きの老人   | タン・ヅォフイ       |            |
| 村長の妻       | チュン・ウェイ       | 田野恵     |
| 自治体長       | チュン・ティエンルー |            |
| 医者           | ファン・チンユン     |            |
| 村長の息子の妻 | スー・ワー           |            |
| ルオの妻       | ヤン・ダンダン       |            |